# Augusto Guagnino
Augusto Guagnino (fl. XX secolo) è stato un calciatore italiano, di ruolo attaccante.

## Carriera
Con la Sampierdarenese disputa in totale 17 gare del campionato di Prima Categoria 1919-1920 e Prima Categoria 1920-1921.
Passò all'Andrea Doria però solo disputò partite come riserva.